# Берг-директориум
Берг-директо́риум, также генерал-берг-директориум (1736—1742), — в истории Российской империи орган по руководству горнорудной промышленностью, учреждённый в 1736 году вместо упразднённой Берг-коллегии.

## Описание
По сути это была та же коллегия, с тем же внутренним устройством и правами, изменилось только одно название. Главным управителем Берг-директориума был поставлен регентом Бироном саксонец Курт Александр фон Шёмберг, получивший, кроме прежних прав президента, ещё право производить горных чиновников в обер-офицерские чины. По словам Василия Никитича Татищева, управлявшего тогда всеми сибирскими заводами, такая замена коллегии и предоставление полной власти одному приближённому лицу было необходимо для Бирона, чтобы «захватить себе весь доход, который правительство получало от горных заводов». В 1742 году Берг-директориум прекратил своё существование, заменён Берг-коллегией.